# Winston Bogarde
Winston Bogarde (Róterdam, 22 de octubre de 1970) es un exfutbolista neerlandés que ha jugado en varios clubes de la Eredivisie, la Liga española y la Premier League. Era conocido por su fuerza física y jugaba principalmente como defensa central, aunque ocasionalmente podía jugar como lateral.
Estuvo en el Ajax de Ámsterdam, Fútbol Club Barcelona y Chelsea Football Club. Con este último club atrajo la atención mundial ya que, aunque casi no jugó (sin apariciones en la Premier League en sus últimas tres temporadas combinadas), prefirió cumplir con su lucrativo contrato.
Bogarde representó a la selección neerlandesa en una Copa del Mundo y una Eurocopa , siendo internacional durante cinco años.

## Carrera
Bogarde comenzó su carrera en Schiedamse Voetbal Vereniging en la Eerste Divisie, como extremo, luego se cambió a la Eredivisie en el verano de 1991, jugando con el club local Sparta de Róterdam (anteriormente tuvo un breve período de préstamo con el vecino Excelsior Rotterdam en la segunda división) y anotó 11 goles, la mejor marca de su carrera, en la temporada 1993-94 mientras se clasificaba para la Copa Intertoto de la UEFA .
Bogarde fichó por el Ajax de Ámsterdam en 1994. Tras un primer año lento (no abandonó el banquillo en la final de la campaña victoriosa del equipo en la UEFA Champions League), se convirtió en un incondicional defensivo.
El Calcio de Milán fichó a Bogarde de 1997 a 1998, pero solo jugó tres partidos en la Serie A durante su corta estancia. En 1998 fichó con el FC Barcelona en el que estuvo hasta 2000. Bogarde solo logró un partido de liga en su primera temporada completa en parte debido a lesiones, aunque se recuperó para un segundo respetable (21 partidos, dos goles).
Bogarde fichó en el Chelsea Football Club en 2000-01, después de seguir el consejo de su compatriota Mario Melchiot de unirse a él en el equipo de la Premier League. Fue fichado cuando Gianluca Vialli era entrenador; solo unas semanas después de su llegada, el nuevo entrenador Claudio Ranieri quería que el jugador se fuera.
Según Bogarde, sería casi imposible encontrar un equipo que le ofreciera un contrato comparable al que tenía en el Chelsea: estaba asombrado por el salario que el club había acordado, ya que su valor se depreció severamente debido a la falta de acción del primer equipo, y decidió quedarse y honrar su contrato al pie de la letra y presentarse a los entrenamientos todos los días, a pesar de que rara vez fue seleccionado para jugar. De su contrato dijo: «¿Por qué debería tirar quince millones de euros cuando ya son míos? En el momento en que firmé, de hecho era mi dinero, mi contrato»; al final, solo apareció 11 veces durante su mandato de cuatro años, y según los informes, ganó £ 40,000 a la semana durante este período.
Después de jugar como suplente contra Ipswich Town en el Boxing Day de 2000, Bogarde solo jugó un partido competitivo más antes de que expirara su contrato en julio de 2004. También participó desde el banco, contra Gillingham para la Copa de la Liga de esa temporada el 6 de noviembre de 2002.
Durante su etapa en Stamford Bridge, el club intentó vender a Bogarde debido a su gran salario y lo degradó a los equipos de reserva y juveniles en un esfuerzo por obligarlo a irse. En respuesta a las críticas de la prensa, respondió: «Este mundo se trata de dinero, así que cuando te ofrecen esos millones, los tomas. Pocas personas llegarán a ganar tantos. Soy uno de los pocos afortunados que lo hacen. Puede que sea una de las peores compras en la historia de la Premiership, pero no me importa».
El 8 de noviembre de 2005, Bogarde, de 35 años, anunció su retiro del fútbol profesional tras no llegar a un acuerdo con un club. Regresó al Ajax en el verano de 2017, siendo nombrado asistente de gerente en sus reservas bajo el mando de su excompañero de equipo Michael Reiziger.

## Palmarés

### Torneos nacionales
| Título                        | Club            | País         | Año     |
| ----------------------------- | --------------- | ------------ | ------- |
| Eredivisie                    | Ajax Ámsterdam  | Países Bajos | 1994/95 |
| Supercopa de los Países Bajos | Ajax Ámsterdam  | Países Bajos | 1995    |
| Eredivisie                    | Ajax Ámsterdam  | Países Bajos | 1995/96 |
| Primera División              | F. C. Barcelona | España       | 1997/98 |
| Copa del Rey                  | F. C. Barcelona | España       | 1998    |
| Primera División              | F. C. Barcelona | España       | 1998/99 |

### Torneos internacionales
| Título                       | Club            | Sede      | Año     |
| ---------------------------- | --------------- | --------- | ------- |
| Liga de Campeones de la UEFA | Ajax Ámsterdam  | Viena     | 1994/95 |
| Copa Intercontinental        | Ajax Ámsterdam  | Tokio     | 1995    |
| Supercopa de Europa          | Ajax Ámsterdam  | Ámsterdam | 1995    |
| Supercopa de Europa          | F. C. Barcelona | Dortmund  | 1997    |